# Skorenovac
Skorenovac (izvirno srbsko Скореновац) je naselje v Srbiji, ki upravno spada pod Občino Kovin; slednja pa je del Južnobanatskega upravnega okraja.

## Število prebivalcev in demografski podatki
Po podatkih popisa iz leta 2002 v naselju živi 2035 polnoletnih prebivalcev, pri čemer je njihova povprečna starost 39,4 let (37,7 pri moških in 41,2 pri ženskah). Naselje ima 953 gospodinjstev, pri čemer je povprečno število članov na gospodinjstvo 2,70.
Večino prebivalstva predstavljajo Madžari, v času zadnjih treh popisov pa je opazno zmanjšanje števila prebivalcev. Skorenovac je najjužnejše naselje na svetu, v katerem Madžari predstavljajo večino prebivalstva.

### Narodnostna sestava po popisih
| Leto | Število prebivalcev | Madžari | Nemci   | Bolgari | Srbi   | Slovaki | Jugoslovani |
| 1910 | 4.541               | 73,31 % | 11,94 % | 9,69 %  | 1,26 % | 2,53 %  | 0,00 %      |
| 1921 | 4.195               | 81,83 % | 7,34 %  | 10,27 % | 0,36 % | 0,05 %  | 0,00 %      |
| 1948 | 4.465               | 84,46 % | 0,70 %  | 11,22 % | 3,18 % | 0,05 %  | 0,00 %      |
| 1991 | 3.213               | 80,36 % | 0,15 %  | 2,53 %  | 9,40 % | 0,03 %  | 3,36 %      |
| 2002 | 2.501               | 86,71 % | 0,07 %  | 2,99 %  | 5,47 % | 0,00 %  | 1,04 %      |

Poleg naštetih narodov so bili v Skorenovcu popisani še Albanci, Makedonci, Muslimani, Romi, Romuni, Slovenci, Ukrajinci in Hrvati.

### Število prebivalcev in gospodinjstev po popisih
| Leto                  | 1869  | 1875    | 1880  | 1900  | 1910  | 1915  | 1921  | 1931  | 1936  |
| Število prebivalcev   | 396   | N/P     | 298   | 3.399 | 4.541 | 4.486 | 4.195 | 4.099 | 4.366 |
| Število gospodinjstev | N/P   | 265 hiš | N/P   | 664   | 853   | N/P   | 847   | 927   | N/P   |
| Leto                  | 1939  | 1942    | 1948  | 1953  | 1961  | 1971  | 1981  | 1991  | 2002  |
| Število prebivalcev   | 4.271 | 4.464   | 4.465 | 4.403 | 4.306 | 4.021 | 3.731 | 3.213 | 2.501 |
| Število gospodinjstev | N/P   | 1.020   | 1.069 | 1.105 | 1.143 | 1.119 | 1.328 | 1.086 | 953   |